# Bouhadjar
Bouhadjar (arabisch بوحجار) ist eine algerische Gemeinde in der Provinz El Tarf mit 16.385 Einwohnern. (Stand: 1998)

## Geographie
Bouhadjar befindet sich westlich der tunesischen Grenze. Umgeben wird die Gemeinde von Hammam Béni Salah im Nordwesten und von Oued Zitoun im Südwesten.